# Koga Michimasa
Koga Michimasa (久我 通相?   1326 - 24 de agosto de 1371) fue un kugyō (cortesano japonés de clase alta) que vivió durante la era Nanbokuchō. Fue miembro de la familia Koga (derivada del clan Minamoto) e hijo del cortesano Koga Nagamichi.
Ingresó a la corte imperial en 1329 con el rango jugoi inferior y nombrado chambelán. En 1330 fue ascendido al rango jugoi superior y luego a shōgoi inferior, en 1331 al rango jushii inferior y en 1332 al rango jushii superior. En 1333, tras la Restauración Kenmu fue degradado al rango jushii inferior, pero luego retornó al rango superior. En 1334 fue promovido al rango shōshii inferior y en 1337 ascendió al rango jusanmi, convirtiéndose en cortesano de clase alta.
En 1339 fue nombrado vicegobernador de la provincia de Mutsu y en 1340 como gonchūnagon. En 1342 fue promovido al rango shōsanmi, en 1346 al rango junii y en 1347 fue nombrado gondainagon. En 1354 fue nombrado líder del clan Minamoto hasta su fallecimiento, y en 1355 fue ascendido al rango shōnii.
Fue nombrado naidaijin desde 1356 hasta 1360, posteriormente en 1362 sería asignado como udaijin hasta 1366 cuando fue promovido a Daijō Daijin (Canciller del Reino) hasta 1368. Fallecería en 1371.
Tuvo como hijo al cortesano Koga Tomomichi.